# Cự đà đất Galapagos
Cự đà đất Galapagos (Conolophus subcristatus) là một loài thằn lằn trong họ Iguanidae. Loài này được Gray mô tả khoa học đầu tiên năm 1831.
Đây là loài đặc hữu của quần đảo Galapagos, chủ yếu là các đảo Fernandina, Isabela, Santa Cruz, Bắc Seymour, Baltra, và Nam Plaza.

## Hình ảnh

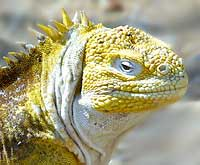
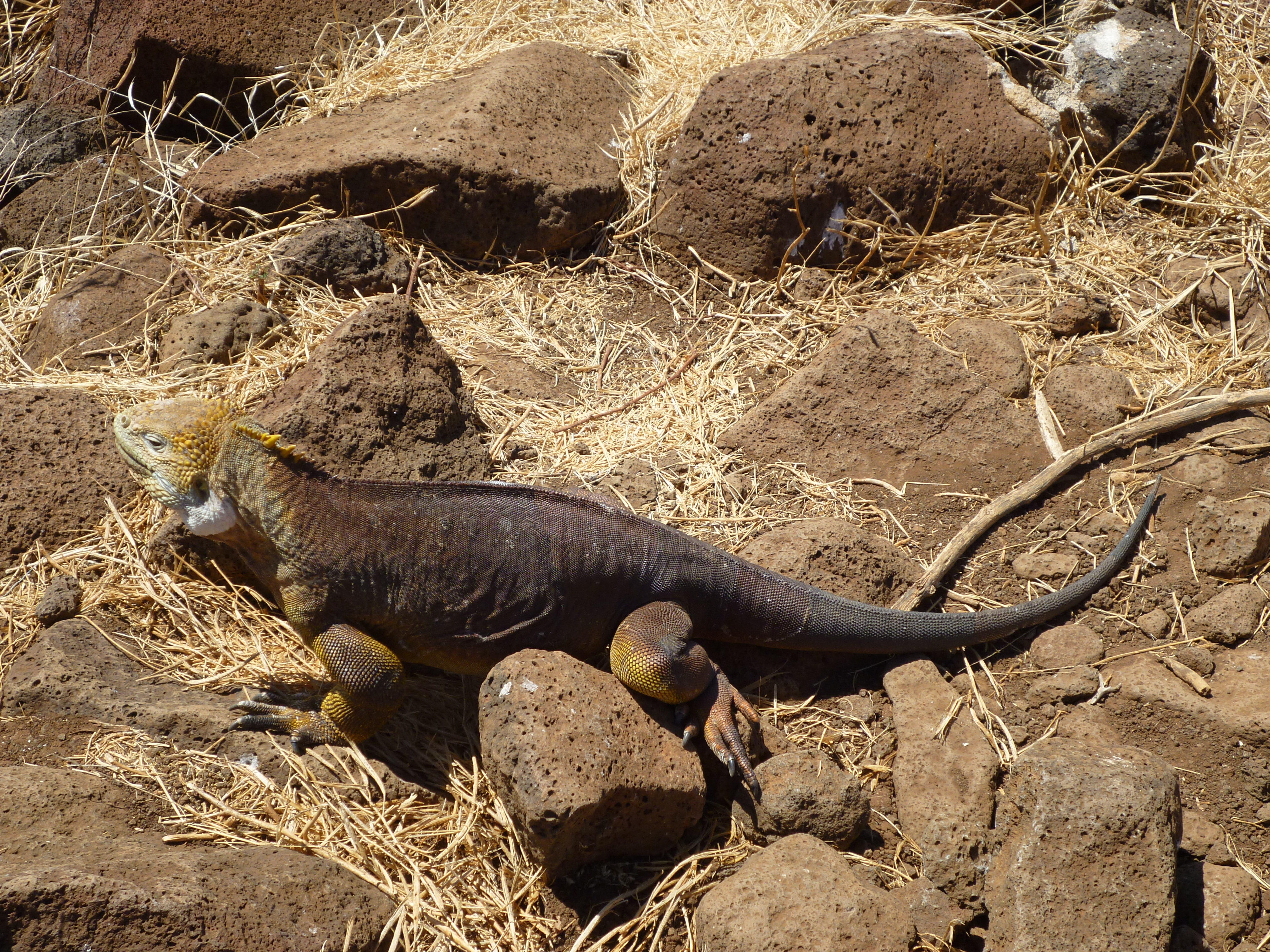
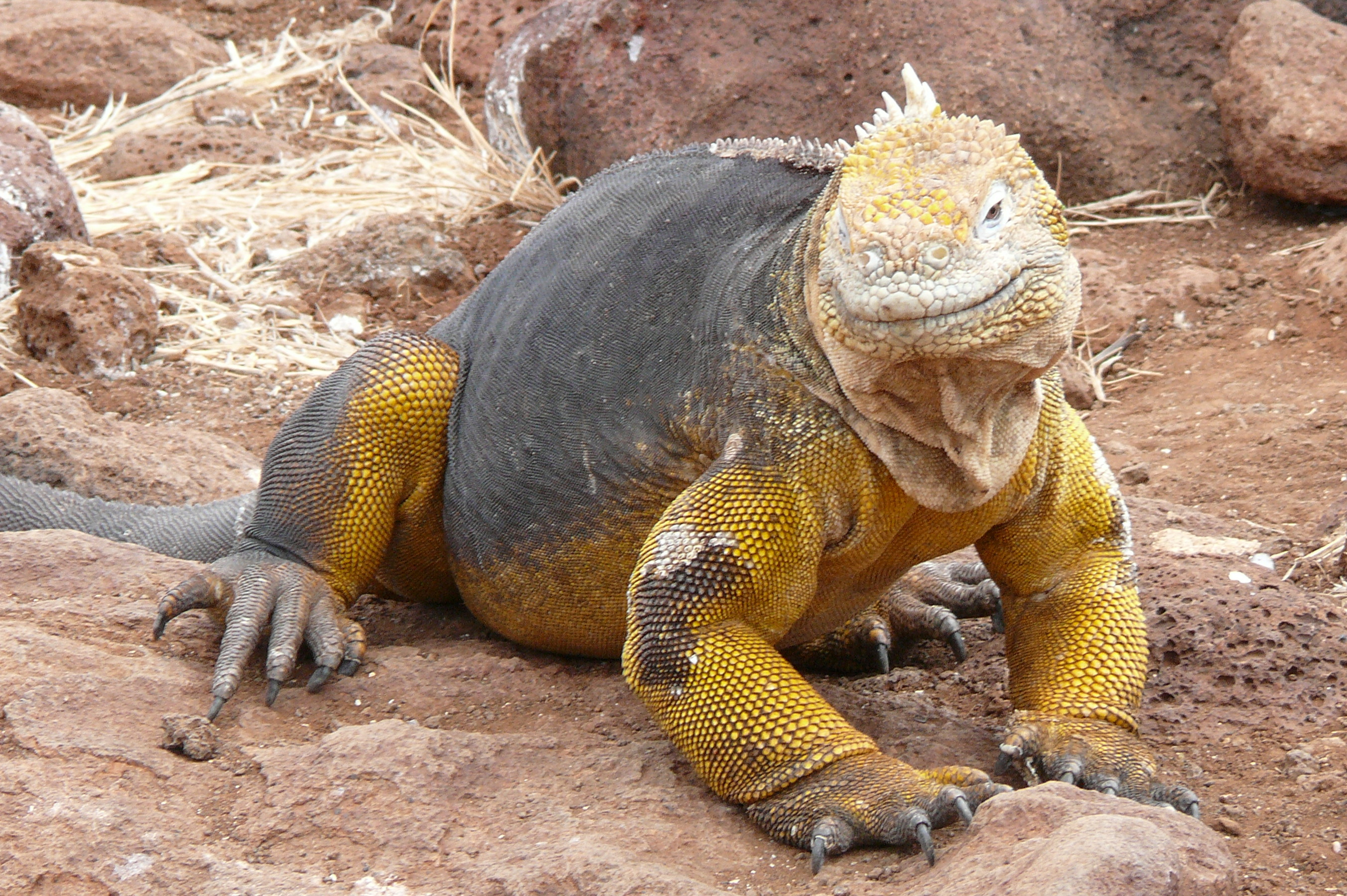
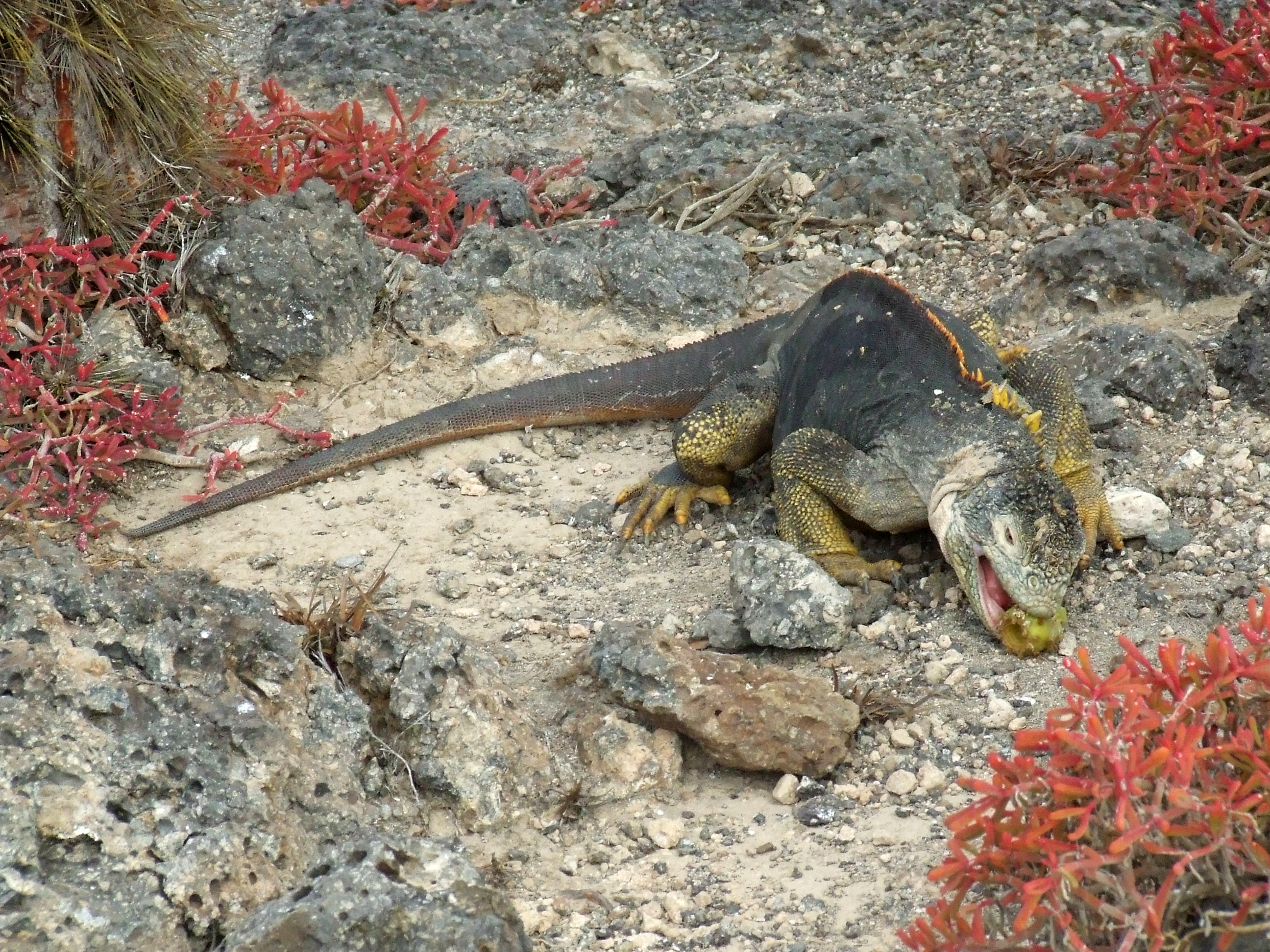
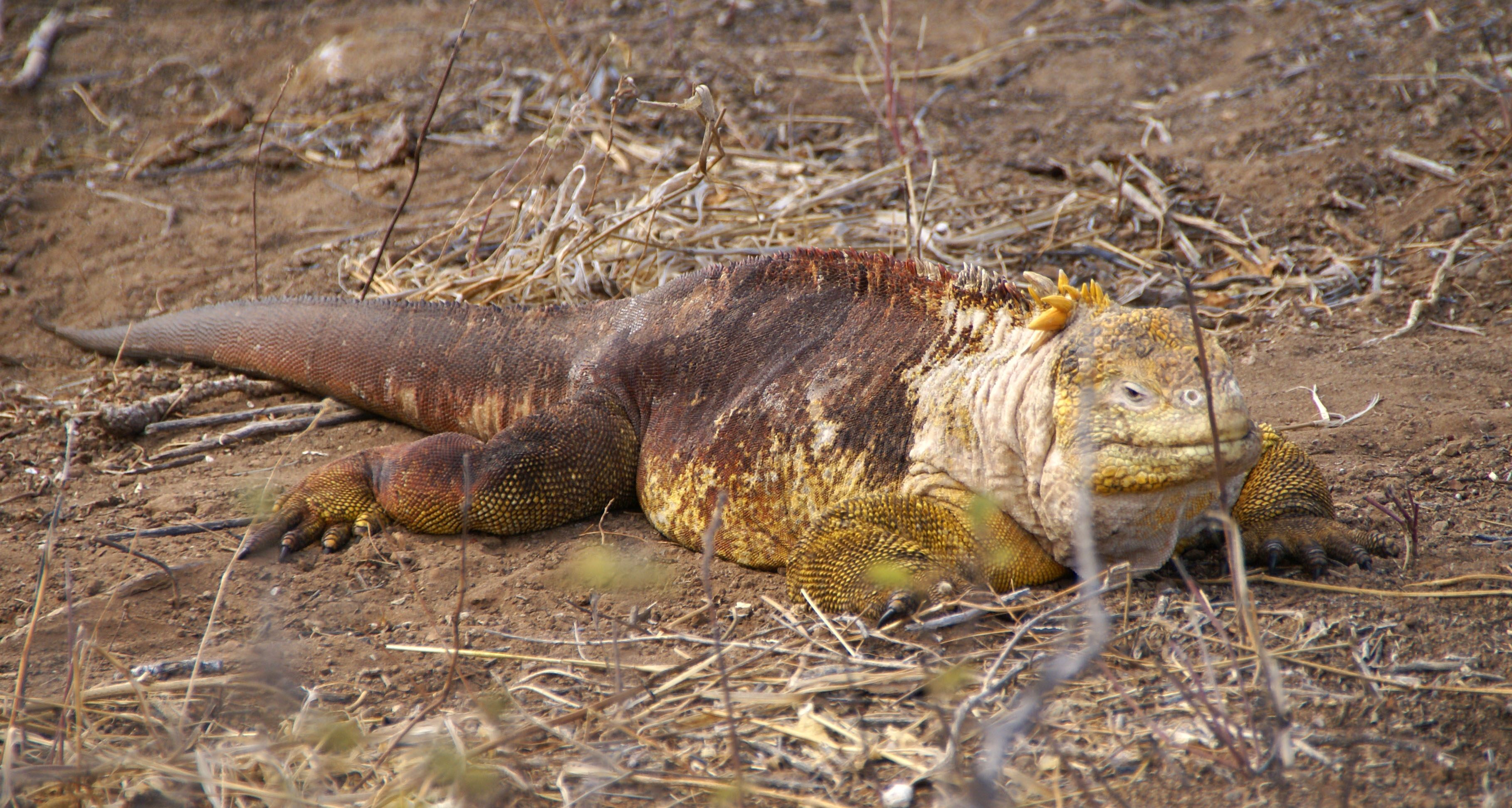
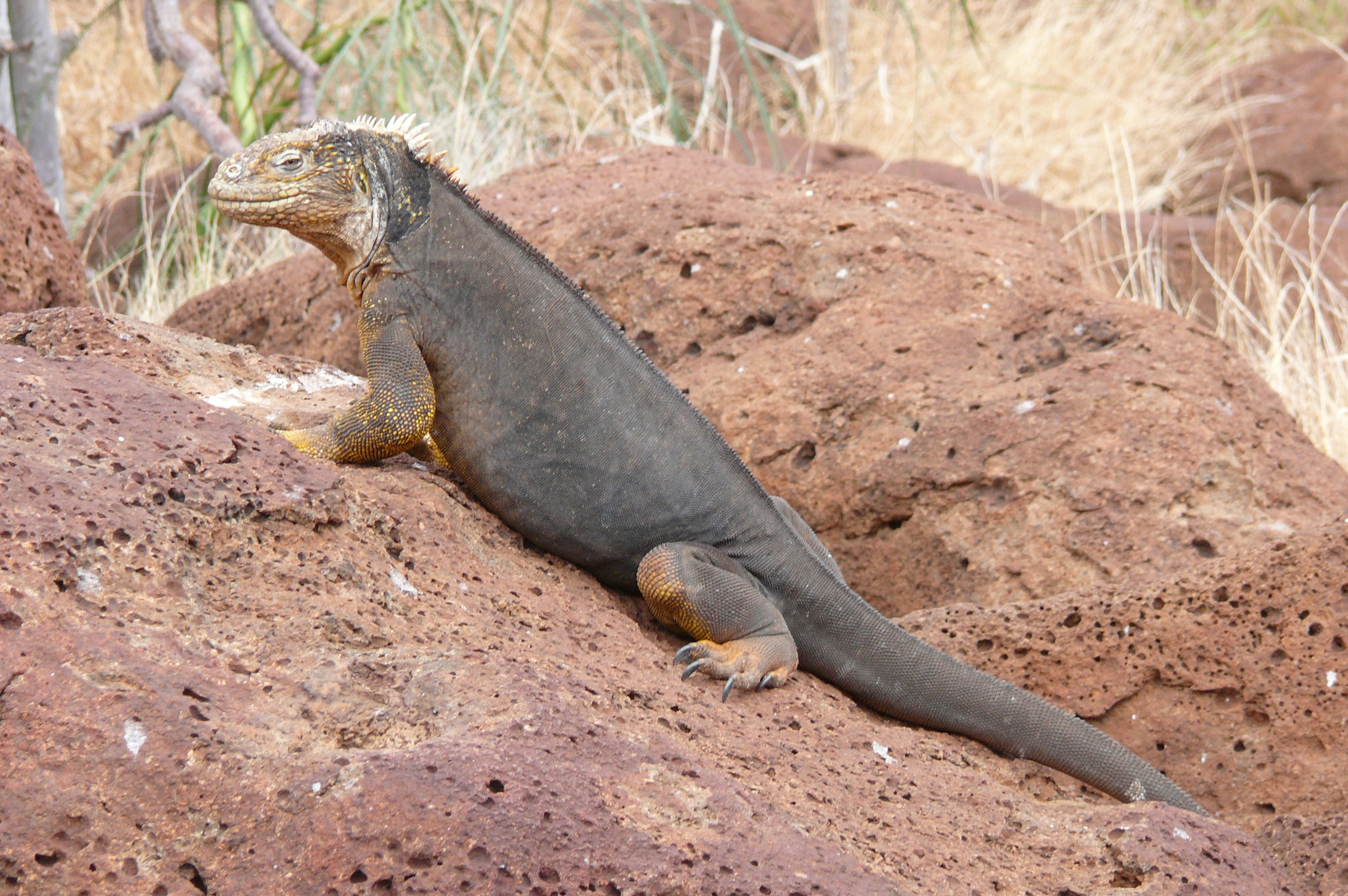
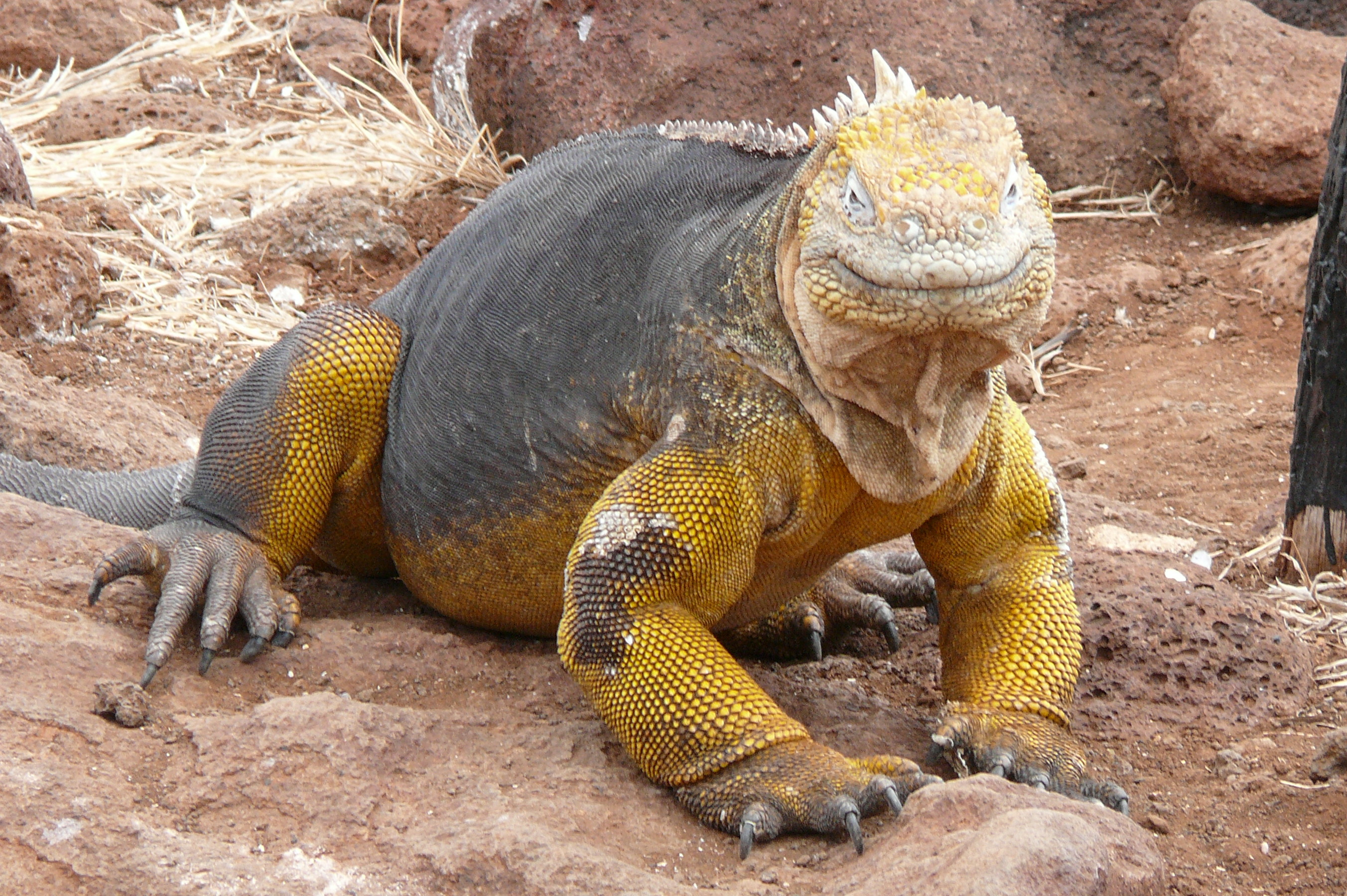